# Ronde van Italië 1966
| Eindklassement      |                    |              |
| Algemeen klassement | Gianni Motta       | 111h 10' 48" |
| Tweede              | Italo Zilioli      | + 3' 57"     |
| Derde               | Jacques Anquetil   | + 4' 40"     |
| Vierde              | Julio Jiménez      | + 5' 44"     |
| Vijfde              | Felice Gimondi     | + 6' 47"     |
| Zesde               | Franco Balmamion   | + 7' 27"     |
| Zevende             | Vittorio Adorni    | + 8' 00"     |
| Achtste             | Franco Bitossi     | + 9' 24"     |
| Negende             | Vito Taccone       | + 11' 42"    |
| Tiende              | Rolf Maurer        | + 20' 28"    |
| (Bel)               | Jos Huysmans (17e) | + 37' 36"    |
| Rode Lantaarn       | Paolo Gelli (83e)  | + 4h 11' 23" |
| Puntenklassement    | Gianni Motta       | 228 punten   |
| Tweede              | Rudi Altig         | 162 punten   |
| Derde               | Vito Taccone       | 152 punten   |
| Bergklassement      | Franco Bitossi     | 490 punten   |
| Tweede              | Julio Jiménez      | 320 punten   |
| Derde               | Gianni Motta       | 160 punten   |
| Ploegenklassement   | Molteni            | ?            |
| Tweede              | ?                  | ?            |
| Derde               | ?                  | ?            |

In 1966 ging de 49e Giro d'Italia op 18 mei van start in Monte Carlo. Hij eindigde op 9 juni in Triëst. Er stonden 100 renners verdeeld over 10 ploegen aan de start. Hij werd gewonnen door Gianni Motta.
Aantal ritten: 22

Totale afstand: 3977.0 km

Gemiddelde snelheid: 35.771 km/h

Aantal deelnemers: 100

## Belgische en Nederlandse prestaties
In totaal namen er 10 Belgen en 1 Nederlander (Jan Hugens) deel aan de Giro van 1966.

### Belgische etappezeges
- In 1966 was er geen Belgische etappezege.

### Nederlandse etappezeges
- In 1966 was er geen Nederlandse etappezege.

## Etappe uitslagen
| Datum                  | Etappe    | Parcours                      | Afstand | Eerste                     | Tweede                 | Derde                      | Klassementsleider     |
| ---------------------- | --------- | ----------------------------- | ------- | -------------------------- | ---------------------- | -------------------------- | --------------------- |
| 18 mei                 | etappe 1  | Monte Carlo - Diano Marina    | 140 km  | Vito Taccone (Ita)         | Bruno Mealli (Ita)     | Dino Zandegu (Ita)         | Vito Taccone (Ita)    |
| 19 mei                 | etappe 2  | Imperia - Monesi di Triora    | 60 km   | Julio Jiménez (Spa)        | Gianni Motta (Ita)     | Felice Gimondi (Ita)       | Julio Jiménez (Spa)   |
| 20 mei                 | etappe 3  | Diano Marina - Genua          | 120 km  | Severino Andreoli (Ita)    | Vittorio Adorni (Ita)  | Jan Nolmans (Bel)          | Julio Jiménez (Spa)   |
| 21 mei                 | etappe 4  | Genua - Viareggio             | 251 km  | Giovanni Knapp (Ita)       | Roberto Poggiali (Ita) | Antonio Bailetti (Ita)     | Julio Jiménez (Spa)   |
| 22 mei                 | etappe 5  | Viareggio - Chianciano Terme  | 222 km  | Vendramino Bariviera (Ita) | Vito Taccone (Ita)     | Ambrogio Portalupi (Ita)   | Julio Jiménez (Spa)   |
| 23 mei                 | etappe 6  | Chianciano Terme - Rome       | 226 km  | Raffaele Marcoli (Ita)     | Rudi Altig (Dui)       | Michele Dancelli (Ita)     | Julio Jiménez (Spa)   |
| 24 mei                 | etappe 7  | Rome - Rocca di Cambio        | 158 km  | Rudi Altig (Dui)           | Silvano Schiavon (Ita) | Gianni Motta (Ita)         | Julio Jiménez (Spa)   |
| 25 mei                 | etappe 8  | Rocca di Cambio - Napels      | 238 km  | Marino Basso (Ita)         | Bruno Mealli (Ita)     | Jan Nolmans (Bel)          | Julio Jiménez (Spa)   |
| 26 mei                 | etappe 9  | Napels - Campobasso           | 210 km  | Vin Denson (GBr)           | Antonio Bailetti (Ita) | Andre Messelis (Bel)       | Julio Jiménez (Spa)   |
| 27 mei                 | etappe 10 | Campobasso - Giulianova       | 221 km  | Dino Zandegu (Ita)         | Marino Basso (Ita)     | Vito Taccone (Ita)         | Julio Jiménez (Spa)   |
| 28 mei                 | etappe 11 | Giulianova - Cesenatico       | 229 km  | Rudi Altig (Ita)           | Raffaele Marcoli (Ita) | Jos Huysmans (Bel)         | Julio Jiménez (Spa)   |
| 29 mei                 | etappe 12 | Cesenatico - Reggio Emilia    | 206 km  | Dino Zandegu (Ita)         | Michele Dancelli (Ita) | Mario Da Dalto (Ita)       | Julio Jiménez (Spa)   |
| 30 mei                 | etappe 13 | Parma - Parma (tijdrit)       | 46 km   | Vittorio Adorni (Ita)      | Jacques Anquetil (Fra) | Rudi Altig (Ita)           | Vittorio Adorni (Ita) |
| 31 mei was een rustdag |           |                               |         |                            |                        |                            |                       |
| 1 juni                 | etappe 14 | Parma - Arona                 | 267 km  | Franco Bitossi (Ita)       | Gianni Motta (Ita)     | Rudi Altig (Ita)           | Vittorio Adorni (Ita) |
| 2 juni                 | etappe 15 | Arona - Brescia               | 196 km  | Julio Jiménez (Spa)        | Gianni Motta (Ita)     | Italo Zilioli (Ita)        | Gianni Motta (Ita)    |
| 3 juni                 | etappe 16 | Brescia - Bezzecca            | 143 km  | Franco Bitossi (Ita)       | Dino Zandegu (Ita)     | Jacques Anquetil (Fra)     | Gianni Motta (Ita)    |
| 4 juni                 | etappe 17 | Riva del Garda - Levico Terme | 239 km  | Gianni Motta (Ita)         | Julio Jiménez (Spa)    | Franco Bitossi (Ita)       | Gianni Motta (Ita)    |
| 5 juni                 | etappe 18 | Levico Terme -Bozen/Bolzano   | 137 km  | Michele Dancelli (Ita)     | Adriano Durante (Ita)  | Jan Nolmans (Bel)          | Gianni Motta (Ita)    |
| 6 juni                 | etappe 19 | Bozen/Bolzano - Moena         | 100 km  | Gianni Motta (Ita)         | Jacques Anquetil (Fra) | Italo Zilioli (Ita)        | Gianni Motta (Ita)    |
| 7 juni                 | etappe 20 | Moena - Belluno               | 215 km  | Felice Gimondi (Ita)       | Vittorio Adorni (Ita)  | Jos Huysmans (Bel)         | Gianni Motta (Ita)    |
| 8 juni                 | etappe 21 | Belluno - Vittorio Veneto     | 181 km  | Pietro Scandelli (Ita)     | Lucillo Lievore (Ita)  | Vendramino Bariviera (Ita) | Gianni Motta (Ita)    |
| 9 juni                 | etappe 22 | Vittorio Veneto - Triëst      | 172 km  | Vendramino Bariviera (Ita) | Jos Huysmans (Bel)     | Antonio Bailetti (Ita)     | Gianni Motta (Ita)    |

 winnaars · 
roze trui · 
  puntenklassement · 
  bergklassement · 
 jongerenklassement · 
 intergiro · 
 ploegenklassement · 
 strijdlust · 
 zwarte trui
Giro d'Italia Next Gen · Giro Donne · Cima Coppi
 Belgische rozetruidragers · etappewinnaars
 Nederlandse rozetruidragers · etappewinnaars
Mannen:
1909 · 
1910 · 
1911 · 
1912 · 
1913 · 
1914 · 
1919 · 
1920 · 
1921 · 
1922 · 
1923 · 
1924 · 
1925 · 
1926 · 
1927 · 
1928 · 
1929 · 
1930 · 
1931 · 
1932 · 
1933 · 
1934 · 
1935 · 
1936 · 
1937 · 
1938 · 
1939 · 
1940 · 
1946 · 
1947 · 
1948 · 
1949 · 
1950 · 
1951 · 
1952 · 
1953 · 
1954 · 
1955 · 
1956 · 
1957 · 
1958 · 
1959 · 
1960 · 
1961 · 
1962 · 
1963 · 
1964 · 
1965 · 
1966 · 
1967 · 
1968 · 
1969 · 
1970 · 
1971 · 
1972 · 
1973 · 
1974 · 
1975 · 
1976 · 
1977 · 
1978 · 
1979 · 
1980 · 
1981 · 
1982 · 
1983 · 
1984 · 
1985 · 
1986 · 
1987 · 
1988 · 
1989 · 
1990 · 
1991 · 
1992 · 
1993 · 
1994 · 
1995 · 
1996 · 
1997 · 
1998 · 
1999 · 
2000 · 
2001 · 
2002 · 
2003 · 
2004 · 
2005 · 
2006 · 
2007 · 
2008 · 
2009 · 
2010 · 
2011 · 
2012 · 
2013 · 
2014 · 
2015 · 
2016 · 
2017 · 
2018 · 
2019 · 
2020 · 
2021 · 
2022 · 
2023 · 
2024 · 
2025
Vrouwen:
1988 · 
1989 · 
1990 · 
1991 ·
1992 ·
1993 · 
1994 · 
1995 · 
1996 · 
1997 · 
1998 · 
1999 · 
2000 · 
2001 · 
2002 · 
2003 · 
2004 · 
2005 · 
2006 · 
2007 · 
2008 · 
2009 · 
2010 · 
2011 · 
2012 ·
2013 · 
2014 ·
2015 ·
2016 ·
2017 ·
2018 ·
2019 ·
2020 ·
2021 ·
2022 ·
2023 ·
2024 ·
2025